# Якуп Кіліч
Якуп Кіліч  (тур. Yakup Kiliç, 13 липня 1986, Елязиг) — турецький боксер, призер Олімпійських ігор 2008 і чемпіонату світу.

## Спортивна кар'єра
2005 року на чемпіонаті світу переміг Лбіду Абубарка (Марокко) — 28-20, програв Беріку Серікбаєву (Казахстан) — 25-29.
2006 року на чемпіонаті Європи програв перший бій Еріку Доновану (Ірландія) — 29-33.
2007 року на чемпіонаті світу:
- В 1/16 переміг Пабло Фігулса (Коста-Рика) — RSCO 3
- В 1/8 переміг Араша Усмані (Канада) — 20-19
- В 1/4 переміг Сайлома Арді (Таїланд) — 22-13
- В півфіналі відмовився від бою з Альбертом Селімовим, отримав бронзову медаль і ліцензію на Олімпійські ігри 2008.

### Виступ на Олімпіаді
- В другому раунді змагань переміг Сатосі Сімідзу (Японія) — 12-9
- В чвертьфіналі переміг Абделькадера Чаді (Алжир) — 13-6
- В півфіналі програв Василю Ломаченко (Україна) — 1-10 і отримав бронзову медаль.

| Олімпіада  | Дисципліна | Місце |
| ---------- | ---------- | ----- |
| Пекін 2008 | до 57 кг   | 3T    |

На чемпіонаті світу 2009 програв в першому бою Мехді Уатіну (Марокко) — 5-8.